# Madrepora arbuscula
Espèce
Statut CITES
Madrepora arbuscula est une espèce de coraux appartenant à la famille des Oculinidae.